# Ritu Arya
Ritu Arya (Guildford, 17 september 1988) is een Britse actrice.
Arya werd geboren in het Verenigd Koninkrijk en is van Indiase afkomst. Haar vader en moeder werken allebei in onroerend goed. Ze heeft twee broers, Romi en Rahul en begon met acteren als tiener. Arya behaalde haar diploma aan de Universiteit van Southampton en volgde een opleiding aan de Oxford School of Drama. Arya kreeg voor het eerst erkenning voor haar terugkerende rol als psychiater Dr. Megan Sharma in de Britse soapserie Doctors, die ze speelde van 2013 tot 2017. Voor haar optreden werd ze in 2017 genomineerd voor een British Soap Award voor Beste Nieuwkomer. Vanaf 2020 speelde ze de rol van Lila Pitts in de Netflix-serie  The Umbrella Academy, wat wordt beschouwd als haar doorbraakrol.